# KL Большой Медведицы
KL Большой Медведицы (лат. KL Ursae Majoris) — двойная звезда в созвездии Большой Медведицы на расстоянии приблизительно 2682 световых лет (около 822 парсеков) от Солнца. Видимая звёздная величина звезды — от +13,58m до +13,48m.

## Характеристики
Первый компонент — бело-голубой очень быстро пульсирующий горячий субкарлик, переменная звезда типа V361 Гидры (RPHS) спектрального класса sdB.